# もがみ中央農業協同組合
もがみ中央農業協同組合（もがみちゅうおうのうぎょうきょうどうくみあい）は、山形県新庄市福田に本店を置く農業協同組合。愛称は「JAおいしいもがみ」。

## 概要
2018年4月に山形県最上地域のJA山形もがみ、JA新庄もがみ、JA真室川町の3農協が合併して発足した。対外的には「対等合併」と説明しているが、存続法人は新庄もがみ農業協同組合で、新しく置かれる本店は旧JA新庄もがみ管内の新庄市福田に新設された。初代代表理事組合長には旧JA新庄もがみ組合長の安食賢一が互選により就任した。
所管地域は新庄市、最上町、舟形町、真室川町、大蔵村、鮭川村、戸沢村。
2016年（平成28年）末時点での旧3農協の貯金残高合計は62,266百万円、貸出金残高合計は16,159百万円。
組合員数は約8500人（准組合員約2千人を含む）。販売事業の取扱高は約130億円。中でも米穀と畜産を除いた、キノコやニラ、アスパラなど園芸等販売の合計額は55億円を超え、県内トップクラス。旧JA新庄もがみニラ部会のニラは「達者de菜」の商標で知られている。

## 沿革
- 1969年（昭和44年）3月 - 真室川町農業協同組合が発足[3]。
- 2000年（平成12年）4月 - 山形もがみ農業協同組合が発足（旧大蔵村・旧戸沢村・旧鮭川・旧大豊の4農協が合併）[4]。
- 2002年（平成14年） - JA山形中央会を中心として県内農協を7つの広域農協に再編する構想が打ち出される[5]。
- 2004年（平成16年）4月 - 新庄もがみ農業協同組合が発足（旧萩野・旧新庄昭和・旧舟形町・旧最上町の4農協が合併）[6]。
- 2011年頃から、JA金山とJA山形もがみ、JA新庄もがみ、JA真室川町の4農協により、2013年（平成25年）を目途とした最上広域JAの実現に向けて合併研究会が組織されるが、2012年にJA新庄もがみが同研究会を脱会、事務局は一旦休止状態に入った[7]。
- 2015年（平成27年）11月 - 第27回山形県JA大会において山形県7農協構想実現のため、最上地区広域合併が提案され、決議された[8]。
- 2018年（平成28年）11月 - JA山形もがみ、JA新庄もがみ、JA新庄市、JA真室川町、JA金山の5農協により広域合併研究会を設立することで合意[8]。
- 2017年（平成29年）1月 - 5農協により広域合併研究会を設立。
  - 同年2月 - JA山形もがみが研究会に脱会届を提出[8]。
  - 同月 - 非公式の合併懇談会にて、JA真室川町からも脱会届が提出されたことが報告された。残されたJA新庄もがみ、JA新庄市、JA金山の3農協で、脱会届を保留し、JA山形もがみとJA真室川町に対して合併研究会への復帰を呼びかけていくことを確認した[8]。
  - 同年3月 - JA新庄もがみより、研究会に残るJA新庄市とJA金山に対して脱会届を提出した2農協の意志が固く、合併研究会を解散すべきだとの意見が出された[8]。
  - 同月末 - JA新庄もがみよりJA新庄市とJA金山に対して文書で合併研究会の解散を通達。JA新庄市とJA金山は解散は認められないとして抗議[8]。
  - 同年5月 - JA新庄もがみ、JA山形もがみ、JA真室川町の3農協が「新最上ＪＡ合併推進準備委員会」を設立。
  - 同月末 - JA新庄市が同月代表者会議を開き「5ＪＡが合併に向けて再度話し合う場を設けるべき」という意見をまとめた[9]。
  - 同年6月 - 組合員による総代会を開いたJA金山が組合員から「金山と新庄市の2ＪＡを除いての合併になった理由について」との質疑を受け、「3月に5ＪＡの合併研究会が解散して以降、こちらに話がないまま3ＪＡでの合併の話題が出た。向こうの真意は分からない」と述べた[10]。
  - 同年7月3日 - 3農協による「合併推進協議会」を設立[11]。
  - 同年10月26日 - 3農協が合併に向けて合意して調印式が開かれる[5]。
- 2018年4月1日 「もがみ中央農業協同組合」が発足。発足式が執り行われる[1]。

## 事業所

### 本店・支店/支所
- 本店（金融窓口はない） - 新庄市福田
- 萩野支店（金融・共済・ATM） - 新庄市泉田
- 昭和支店（金融・共済・ATM） - 新庄市昭和
- 舟形支店（金融・共済・ATM） - 最上郡舟形町舟形　＊旧JA新庄もがみ本店
- 最上支店（金融・共済・ATM） - 最上郡最上町向町
- 大蔵支店（金融・共済） - 最上郡大蔵村清水　＊旧JA山形もがみ本店
- 戸沢支店（金融・共済） - 最上郡戸沢村名高
- 古口支店（金融） - 最上郡戸沢村古口
- 角川支所（購買） - 最上郡戸沢村角川
- 鮭川支店（金融・共済） - 最上郡鮭川村川口
- 大豊支店（金融・共済） - 最上郡鮭川村石名坂
- 真室川支店（金融・共済） - 最上郡真室川町新町　＊旧JA真室川町本店
- 及位支所 - 最上郡真室川町釜淵

### 産直
- 若あゆの里 産直まんさく - 最上郡舟形町舟形4421-2